# Orimarga omeina
Orimarga omeina är en tvåvingeart som beskrevs av Alexander 1930. Orimarga omeina ingår i släktet Orimarga och familjen småharkrankar. Inga underarter finns listade i Catalogue of Life.